# کمپ‌تاون (ویرجینیا)
کمپ‌تاون (به انگلیسی: Camptown) یک منطقهٔ مسکونی در ایالات متحده آمریکا است که در جزیره وایت کانتی واقع شده‌است. کمپ‌تاون ۱۶٫۴ کیلومتر مربع مساحت و ۷۶۶ نفر جمعیت دارد و ۸٫۸۴ متر بالاتر از سطح دریا واقع شده‌است.